# Can Roquet (Riudarenes)
Can Roquet és una masia del poble de l'Esparra, al municipi de Riudarenes (Selva), inclosa a l'Inventari del Patrimoni Arquitectònic de Catalunya.

## Descripció
Edifici de planta quadrada amb un pis superior, teulada a dues vessants laterals, cornisa catalana i teula àrab. Té un portal quadrangular amb els brancals i les llindes de pedra, la llinda superior té inscripcions que no es llegeixen amb la data de 17??. Al costat lateral dret de la porta, verticalment hi ha una filera de rajoles de ceràmica decorades, i a la paret, com moltes cases de la zona, es conserva la placa amb el núm. 41. Pel que fa a les obertures, hi ha dues finestres al pis superior i una a la planta baixa, protegida per una reixa de ferro forjat quadriculada. Aquesta finestra té una llinda també inscrita. Al mur lateral esquerra de l'edifici té una porta d'accés, rectangular i amb llinda de pedra damunt la qual s'hi llegeix l'any 1806. Anteriorment, adossat a aquesta paret lateral hi havia el paller, que avui ha desaparegut.

## Història
Es tracta de la casa més antiga de l'Esparra. Segons sembla era una masoveria propietat de l'Església. La llei de Mendizaval a l'època lliberal la va fer entregar en propietat als masovers, família Roquet (als anys 90 encara propietaris). A partir de 1747 s'inicià la construcció del nucli urbà de l'Esparra, fins llavors només constituït per l'església, la rectoria i el Mas Masferrer. Va ser aquest any que Antoni Masferrer va vendre un tros de terra per 300 lliures a Esteve Clos incloguent una sèrie de condicions sobre les normes d'edificaió. Allí s'hi va construir el mas Pujató. L'any 1760, Masferrer va vendre dos trossos més de terra que donaren lloc a Can Periques i a Cal Jornaler. Més tard, el 1774 encara en vengué un altre de l'anomenat camp de la plaça que va donar lloc a Can Roquet.